# IMPACT EXCITER
『IMPACT EXCITER』（インパクト・エキサイター）は、水樹奈々の8枚目のオリジナルアルバム。2010年7月7日にキングレコードから発売された。

## 概要
初回限定盤はデジパック仕様になっており、DVDと、特製BOX・+48P写真集が付属されている。ジャケット写真は、初回盤がテレコムセンター、通常盤が東京国際フォーラムで撮影された。なお水樹自身がナレーションを務めているNHK総合『MUSIC JAPAN』の2010年7月4日放送分に出演し、「ミュステリオン」を披露した。なお、これは2010年6月22日にスタジオ収録されたものである。
アニブロゲーマーズが展開する「ゲーマーズ」全店にて2010年7月1日より期間限定で「水樹奈々×ゲーマーズ　コラボショッパー」としてのイベントが開催され、タワーレコードでは「水樹奈々×TOWER RECORDS」が、渋谷店と新宿店では期間限定で衣裳展示が行われた。
2010年7月7日、NHK-BS2『WEDNESDAY J-POP』に出演し、同アルバムからは「NEXT ARCADIA」、「Silent Bible」、「7月7日」を生放送で披露した。同番組の音先案内人であり、過去に水樹に楽曲提供をしている本間昭光がキーボードを担当した。また「7月7日」スタジオライブでは作曲者のアルパ奏者上松美香が演奏に参加した。
2010年9月に、キングレコードと台湾の有力レコード会社、金牌大風音樂文化股份有限公司 (英語社名・"Gold Typhoon Music Co., Ltd.") との提携により、台湾盤が2010年10月29日に発売された。

## チャート成績
2010年7月19日付オリコンアルバムチャートで初登場2位を記録。順位は1位を獲得した前作『ULTIMATE DIAMOND』から一つ下げたが、初動売り上げは93,364枚を記録し前作の初動74,206枚から約2万枚近く増加。
2010年のオリコン年間アルバムランキングでは声優ソロとしては最高の65位にランクインし、前作の『ULTIMATE DIAMOND』で最高だった85位を大きく更新した。

## 批評
CDジャーナルは、「スピーディなデジタルロックの格好良い曲が揃う中、ミディアムチューンの『夏恋模様』、壮大なラブバラードの『7月7日』などエモーショナルな等身大の女心を歌っているテイストが違う曲に耳を奪われる。」と批評した。

## 収録内容

### CD
1. TIME TO IMPACT EXCITER [1:23]
作曲・編曲：上松範康（Elements Garden）
ラスト（アウトロ）が次曲の冒頭に繋がるようになっている。
2. NEXT ARCADIA [4:50]
作詞：Hibiki、作曲・編曲：上松範康（Elements Garden）
3. ミュステリオン [3:24]
作詞・作曲：しほり、編曲：中山真斗（Elements Garden）
TBS系列『爆!爆!爆笑問題』6月・7月度エンディングテーマ
4. Silent Bible [4:09]
作詞：水樹奈々、作曲：母里治樹（Elements Garden)、編曲：菊田大介（Elements Garden)
PSPゲーム『魔法少女リリカルなのはA's PORTABLE -THE BATTLE OF ACES-』オープニングテーマ
5. Young Alive! [4:09]
作詞：水樹奈々、作曲：三宅博文、編曲：藤田淳平（Elements Garden）
  - 日本科学未来館ドームシアターガイア上映アニメ『Young Alive! 〜iPS細胞がひらく未来〜』主題歌
6. SCOOP SCOPE [4:42]
作詞：ゆうまお、作曲・編曲：齋藤真也
7. DRAGONIA [4:11]
作詞：Hibiki、作曲：俊龍、編曲：藤田淳平（Elements Garden）
8. 夢幻 [4:21]
作詞：水樹奈々、作曲：上松範康（Elements Garden）、編曲：藤田淳平（Elements Garden）　
  - テレビアニメ『WHITE ALBUM』オープニングテーマ
  - 「アニメロミックス」CMソング
9. 夏恋模様 [5:29]
作詞：藤林聖子、作曲・編曲：斎藤悠弥
10. 恋の抑止力 -type EXCITER- [4:56]
作詞：“METAL GEAR SOLID PEACE WALKER”Sound Team、作曲：本田晃弘、編曲：菊田大介（Elements Garden）
  - PSPゲーム『METAL GEAR SOLID PEACE WALKER』挿入歌「恋の抑止力」のアレンジバージョン
11. PHANTOM MINDS [3:42]
作詞：水樹奈々、作曲：吉木絵里子、編曲：陶山隼、弦編曲：弦一徹
  - 劇場版アニメ『魔法少女リリカルなのは The MOVIE 1st』主題歌
  - 日本テレビ系列『音楽戦士 MUSIC FIGHTER』2010年1月度パワープレイ
12. ストロボシネマ [4:04]
作詞：SAYURI、作曲・編曲：大西省吾
  - TOKYO FM「水樹奈々のMの世界」エンディングテーマ
13. 囚われのBabel [4:30]
作詞：松井五郎、作曲・編曲：藤田淳平（Elements Garden）
14. アルビレオ [3:52]
作詞・作曲：水樹奈々、編曲：藤間仁（Elements Garden）
タイトルは、はくちょう座β星の固有名からタイトルが付けられた[3]
15. Don't be long [4:40]
作詞・作曲・編曲：矢吹俊郎
  - 劇場版アニメ『魔法少女リリカルなのは The MOVIE 1st』挿入歌
16. 7月7日 [5:44]
作詞：水樹奈々、作曲：上松美香、編曲：藤間仁（Elements Garden）

### DVD（初回限定盤のみ）
MIZUKI ACADEMY 収録時間77分
Lesson 1：英語 NANA IN LONDON＜ULTIMATE DIAMOND SHOOTING MOVIE＞
日本語・英語音声、字幕付き
ナレーション：（日本語）水樹奈々 （英語）Michael Rhys
Lesson 2：体育 愛媛マンダリンパイレーツ始球式＠新居浜市営球場
Lesson 3：社会 マイントピア別子 社会科見学
Lesson 4：科学 日本科学未来館 科学見学
Lesson 5：家庭科 奈々先生のお料理シャッス!
Lesson 6：ダンス 振付MUSIC VIDEO「恋の抑止力 -type EXCITER-」
Lesson 7：国語  作詞解説＆MUSIC VIDEO「7月7日」

## クレジット
| NANA MIZUKI PRESENTS           | NANA MIZUKI PRESENTS                                                              |
| ------------------------------ | --------------------------------------------------------------------------------- |
| producer                       | AKIO MISHIMA(KING RECORDS)                                                        |
| recorded & mixed studios       | aLIVE RECORDING STUDIO,ARIA studio,Azabu O Studio                                 |
| recorded & mixed studios       | C MUSIC Studio,prime sound sturio form,Sony Music Studios Tokyo                   |
| recorded & mixed studios       | SOUND CREW Studio,SOUND INN,studioFine,Studio Sound DALI                          |
| recorded & mixed studios       | STUDIO SSJ,STUDIO SUNSHINE,sunrise studio,TuneStudio                              |
| recorded & mixed studios       | WARNER MUSIC RECORDING STUDIO,WESTSIDE STUDIO,Wonder Station                      |
| art direction                  | KENJI KIYAMA(PERMANENT)                                                           |
| design                         | ERIKO FUKUI(PERMANENT)                                                            |
| photography                    | YASUO AWANE(PERMANENT)                                                            |
| styling                        | MICHIYO ISHIGE                                                                    |
| hair & make up                 | MIKAMI(3rd)                                                                       |
| visual coordinate              | TOMOKA KONAGAYA(KING RECORDS)                                                     |
| artist management              | HIROAKI MASUKO(SIGMA SEVEN)                                                       |
| promotion                      | YUKIKO KOUGO(KING RECORDS)                                                        |
| promotion                      | AKIKO AIZU(KING RECORDS)                                                          |
| promotion                      | KEIJI MOGI(KING RECORDS)                                                          |
| promotion                      | TSUYOSHI SHIBUYA(KING RECORDS)                                                    |
| sales promotion                | NATSUKO MORO(KING RECORDS)                                                        |
| desk promotion                 | TOMOKO KOGURE(SIGMA SEVEN)                                                        |
| desk promotion                 | MARIKO KOBAYASHI(KING RECORDS)                                                    |
| a&r                            | YUSUKE MORII(KING RECORDS)                                                        |
| mobile advisor                 | MEGUMI TAMURA(dwango)                                                             |
| supervisor                     | ISAMU TANAKA(KING RECORDS)                                                        |
| supervisor                     | KEIICHIRO HIRAO(KING RECORDS)                                                     |
| supervisor                     | YOU NAITO(SEVEN SEAS MUSIC)                                                       |
| executive producer             | KOUJI TAKADA(KING RECORDS)                                                        |
| executive producer             | ETSUTARO URABE(SIGMA SEVEN)                                                       |
| special thanks to              | TOYOKI OTA,dwango,KONAMI DIGITAL ENTERTAINMENT,KOJIMA PRODUCTIONS                 |
| special thanks to              | BANDAI NAMCO GAMES,CMI,PM CREATORS,ROCKFIELD,one trap,SCOOP MUSIC,MUST,CIS        |
| special thanks to              | NHK,SHIN ISHIHARA,TBS,Fuji Television,NIHON TV MUSIC,NICHION,JCM,SEVEN SEAS MUSIC |
| special thanks to              | BUNKA HOUSOU,TOKYO FM,OBC,KBC,TOKAI RADIO,NANKAI HOUSOU,STV,USEN                  |
| special thanks to              | UNIVERSAL MUSIC,avex entertainment,UP-FRONT PLANNING,CELL,McRAY,KANAMEDO          |
| special thanks to              | NANOHA The MOVIE 1st PROJECT,PROJECT WA,SEVEN ARCS                                |
| special thanks to              | DENTSU TECH,S.C NANA NET STAFF,MOST COMPANY,GO STARIGHT,TEAM YO-DA                |
| special thanks to              | Nippon Kagaku Miraikan,EHIME MANDARIN PIRATES,新居浜市のみなさん                  |
| special thanks to              | YUSUKE IMANAMI,KENTARO TADOKORO,YOSHIE UEKI,MAMA,PAPA,S.C.NANA NET MEMBERS        |
| DVD MIZUKI ACADEMY directed by | URARA SATO                                                                        |